# José de Alencar
José Martiniano de Alencar (1 maja 1829 – 12 grudnia 1877) – brazylijski pisarz, dramaturg, orator, prawnik i polityk. Jest uważany za najbardziej wpływowego i najpopularniejszego brazylijskiego pisarza doby romantyzmu. Główny przedstawiciel tradycji literackiej zwanej indianizmem. Czasami podpisywał swoje prace jako Erasmo.

## Życiorys

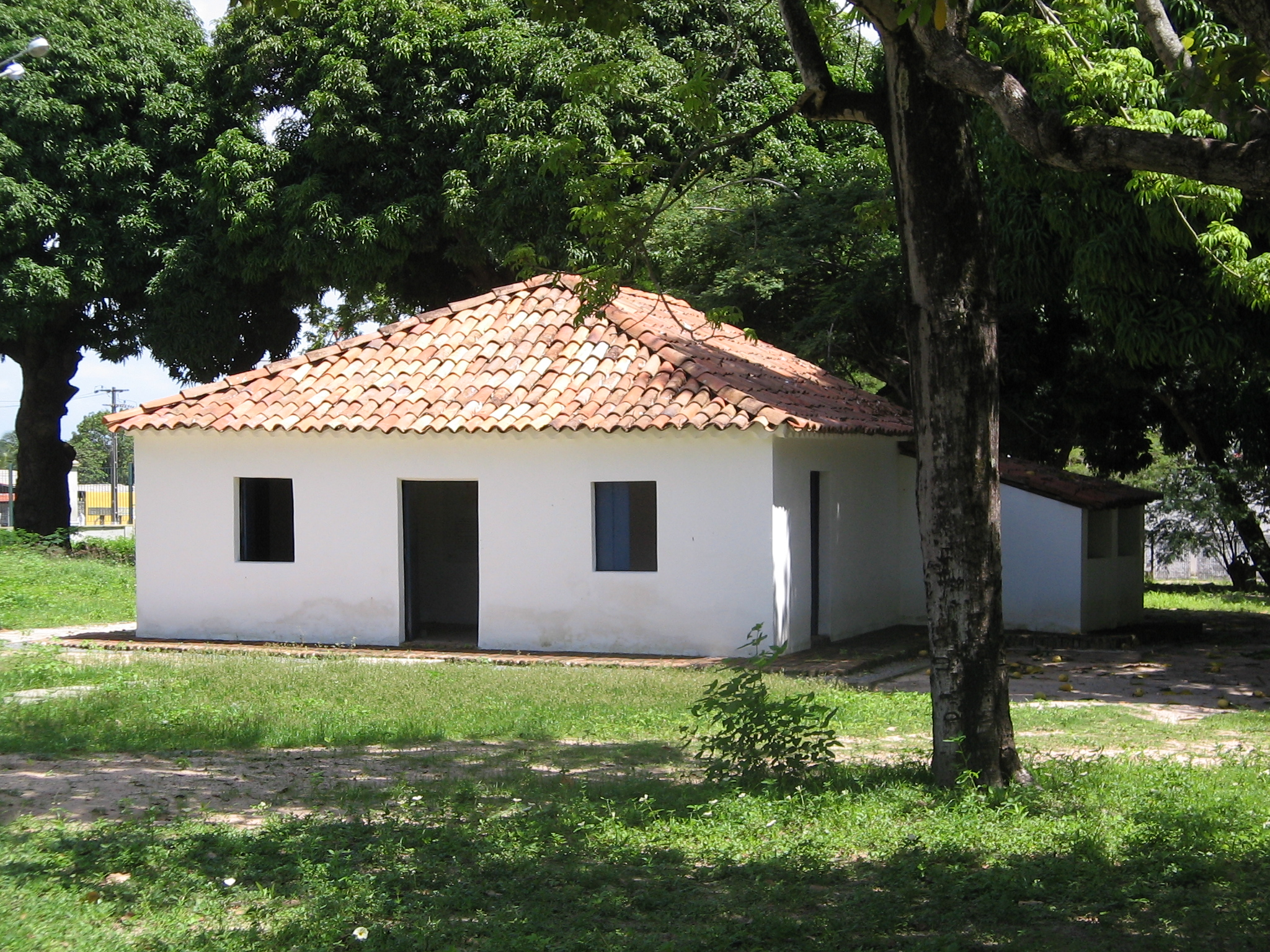
Dom w Fortaleza, w którym urodził się i mieszkał José de Alencar do 1844 roku

José Martiniano de Alencar urodził się 1 maja 1829 w Fortelaza. Był synem byłego księdza (później polityka) José Martiniano Pereira de Alencara i Any Josefiny de Alencar. Rodzina przeprowadziła się do São Paulo w 1844 roku. José ukończył prawo na Faculdade de Direito da Universidade de São Paulo w 1850 roku i rozpoczął swoją karierę prawniczą w Rio de Janeiro. Namówiony przez swojego przyjaciela Francisco Otaviano, stał się współtwórcą dziennika Correio Mercantil
Alcenar związany był z Konserwatywną Partią Brazylii. Był brazylijskim ministrem sprawiedliwości od 1868 do 1870. Planował również zostać senatorem, ale Piotr II nigdy go nie powołał, a to wszystko pod pretekstem, że Alcenar jest za młody. Urażony zaistniałą sytuacją później porzucił scenę polityczną.
Był bardzo bliskim przyjacielem popularnego pisarza Machado de Assis, który napisał w 1866 artykuł wychwalający jego nowelę Iracema, którą José opublikował rok wcześniej.

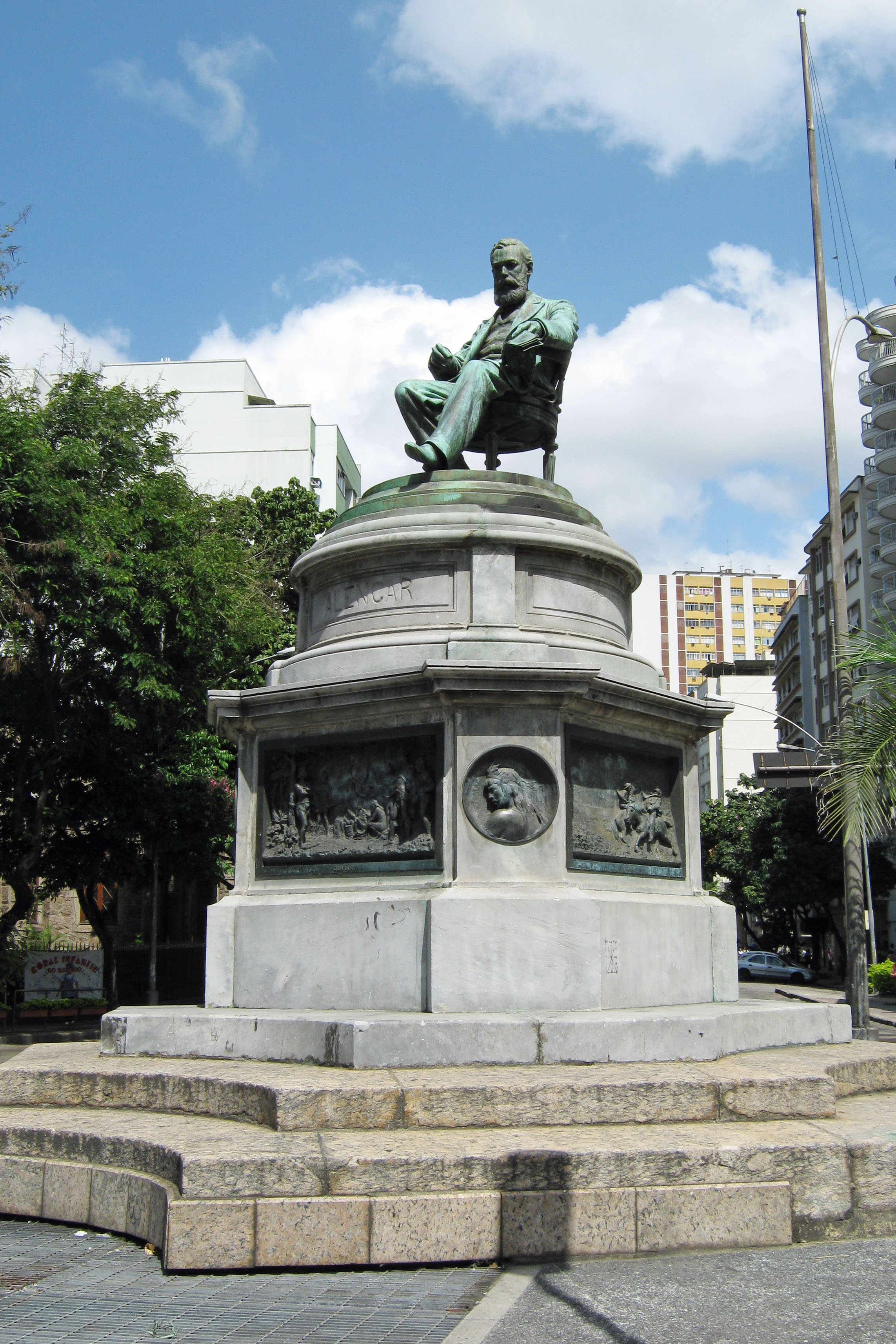
Pomnik José de Alencar w Rio de Janeiro.

Alencar zmarł w Rio de Janeiro w 1877 roku na gruźlicę. Teatr w Fortalaza Theatro José de Alencar nazwany został na jego cześć

## Twórczość

### Powieści
- Pięć minut (1856)
- A Viuvinha (1857)
- O Guarani (1857)
- Lucíola (1862)
- Diva (1864)
- Iracema (1865)
- Kopalnie srebra (1865-1866)
- O Gaúcho (1870)
- A Pata da Gazela (1870)
- O Tronco do Ipê (1871)
- A Guerra dos Mascates (1871-1873)
- Til (1871)
- Złote sny (1872)
- Broszury (1873)
- Ubirajara (1874)
- Kraj (1875)
- Senhora (1875)
- Wcielenie (1893 — pośmiertnie)

### Dramaty
- Kredyty (1857)
- Verso e Reverso (1857)
- Demon Rodziny (1857)
- Skrzydła Anioła (1858)
- Matka (1860)
- Pokuta (1867)
- Jezuita (1875)